# NGC 584
NGC 584는 고래자리에 있는 타원 은하이다. 1785년 11월 10일에 윌리엄 허셜에 의해 발견되었다.

## 같이 보기
- 혜성 은하